# Berliner See
Der Berliner See ist ein See in der Gemeinde Buggenhagen im Landkreis Vorpommern-Greifswald. Er liegt etwa einen Kilometer westlich von Buggenhagen und ist von Ackerflächen umgeben. Der See hat eine Nord-Süd-Ausdehnung von etwa 450 Metern und eine West-Ost-Ausdehnung von etwa 130 Metern. 
Nach dem Demenzsee (26 m) gehört der Berliner See mit einer maximalen Wassertiefe von 16 Metern zu den tiefsten Seen in Vorpommern.
Der ursprünglich klare See trübt sich seit einigen Jahren infolge von Überdüngung insbesondere in den Sommermonaten immer mehr ein. Derzeit prüft die zuständige Gemeinde, ob das Staatliche Amt für Landwirtschaft und Umwelt (StALU) Vorpommern als Fördermittelgeber und Projektbegleiter fungieren könnte.